# Наплимма
Наплимма (1-я пол. XV ст. до н. э.) — царь сирийского города-государства Катна в эпоху гегемонии в Восточном Средиземноморье Древнего Египта при Тутмосе III.

## Жизнеописание
Носил западносемитское имя; вероятно, принадлежал к гиксосам. Его предшественник на престоле неизвестен. К тому времени Катна находилась в сфере влияния государства Кадеш. Поэтому Наплимма присоединился к антиегипетской коалиции во главе с кадешским царём Дурушей. Наверняка участвовал в битве при Мегиддо, где египетский фараон Тутмос III нанёс поражение коалиции сирийско-палестинских князей.
Затем Наплимма и дальше поддерживал Кадеш. Наконец, во время восьмого похода в Азию Тутмос III в 1450/1446 году до н. э. сумел захватить Кадеш. Наплимма тоже признал превосходство Египта, за что ему позволили остаться на троне. В честь этого устроил соревнование по стрельбе из лука, в котором фараон продемонстрировал свою искусность.
Положил начало культу богини Нинегал (местный аналог Инанны). Скончался примерно в 1440-х годах до н. э. Ему наследовал сын Синадду.